# Rimantas Klipčius

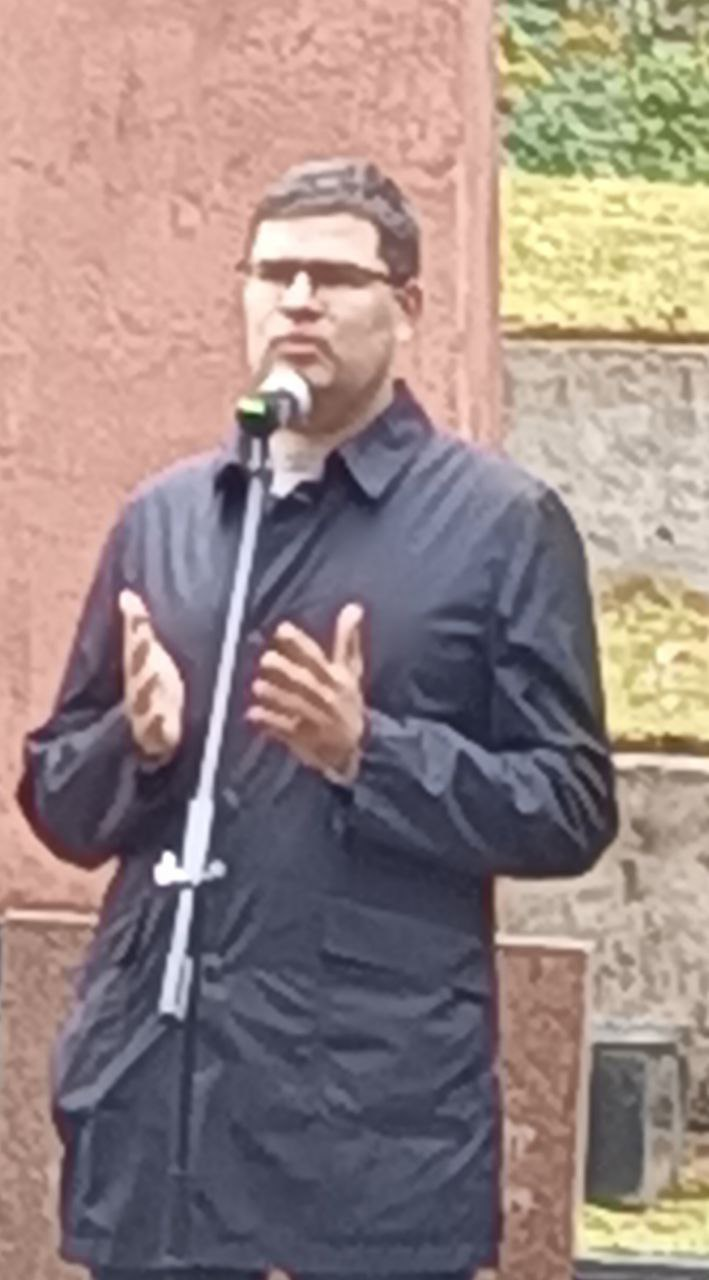
Rimantas Klipčius 2023

Rimantas Klipčius (* 1985 in Kaunas) ist ein litauischer liberaler Politiker und Bürgermeister.

## Leben
Nach dem Abitur 2003 am Gymnasium in Švenčionėliai absolvierte er 2007 das BA-Bachelorstudium an der Wirtschaftsfakultät der Vilniaus universitetas in der litauischen Hauptstadt Vilnius. Ab 2011 war Mitglied im Rat der Gemeinde Švenčionys.
Seit 2015 ist er Bürgermeister der Rajongemeinde Švenčionys. Er wurde bei Kommunalwahlen in Litauen 2015 und Kommunalwahlen in Litauen 2019 bei den direkten Wahlen gewählt.
Er war Mitglied von Liberalų ir centro sąjunga. Er ist Mitglied von Lietuvos laisvės sąjunga (liberalai).
Er ist verheiratet und hat eine Tochter und einen Sohn.

## Quelle
| Personendaten    | Personendaten                                     |
| ---------------- | ------------------------------------------------- |
| NAME             | Klipčius, Rimantas                                |
| KURZBESCHREIBUNG | litauischer liberaler Politiker und Bürgermeister |
| GEBURTSDATUM     | 1985                                              |
| GEBURTSORT       | Kaunas                                            |